# Александър Держански
Александър Иванов Держански е български физик, работил главно в областта на физиката на частично подредените системи. Сред най-известните му открития е градиентният флексоелектричен ефект в нехомогенно електрично поле.

## Биография
Александър Держански е роден през 1933 г. в София. През 1953 г. завършва физика в Софийския държавен университет, след което работи във Физическия институт на Българската академия на науките (БАН). През 1966 г. основава първата в страната лаборатория по ядрен магнитен резонанс, а през 1973 г. – сектор за течни кристали при Института по физика на твърдото тяло. През 1982 – 1988 г. ръководи секция по физикохимия на мембраните в Централната лаборатория по биофизика.
От 1995 година е член-кореспондент, а от 2008 година – академик на БАН.